# Anton Fischhaber
Anton Fischhaber (ur. 12 października 1940 roku w Bad Tölz) – niemiecki kierowca wyścigowy.

## Kariera
W wyścigach samochodowych Fischhaber poświęcił się głównie startom zaliczanym do klasyfikacji Mistrzostw Świata Samochodów Sportowych. W latach 1965, 1967 pojawiał się w stawce 24-godzinnego wyścigu Le Mans. W 1965 roku odniósł zwycięstwo w klasie GT 2.0, a w klasyfikacji generalnej był piąty. W późniejszych latach Fischhaber startował również w European Touring Car Championship, German Racing Championship, World Challenge for Endurance Drivers, World Championship for Drivers and Makes, FIA World Endurance Championship, European Endurance Championship, Deutsche Tourenwagen Meisterschaft oraz World Touring Car Championship.